# Fundação Cupertino de Miranda

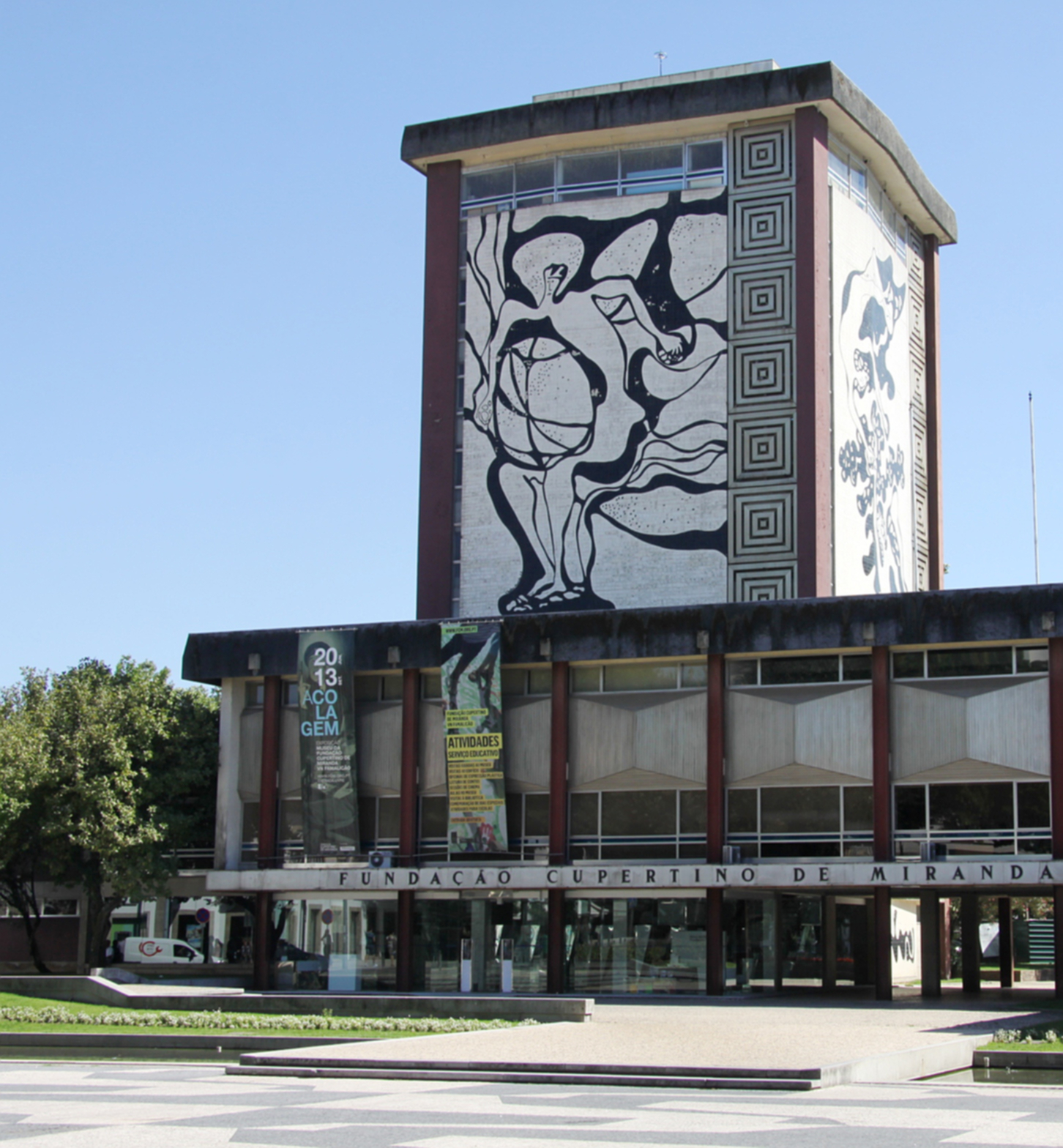
Fachada principal do edifício da Fundação Cupertino de Miranda

A Fundação Cupertino de Miranda é uma fundação privada de interesse geral, sem fins lucrativos, com sede em Vila Nova de Famalicão, a qual prossegue objetivos principais de natureza cultural e, acessoriamente, social. Foi dotada do Museu da Fundação Cupertino de Miranda, da Biblioteca Fundação Cupertino de Miranda, de um auditório e de uma livraria, de forma a desenvolver atividades de promoção e divulgação de iniciativas culturais nas diferentes áreas de expressão. Está reconhecida como pessoa coletiva de utilidade pública.

## Historial
A Fundação foi instituída por iniciativa de Arthur Cupertino de Miranda e sua esposa, D. Elzira Celeste Maya de Sá Cupertino de Miranda, que à mesma afetaram bens pessoais e a constituíram por estatutos de 15 de agosto de 1963, aprovados pela entidade tutelar a 2 de outubro de 1963. O casal doou uma parte dos seus bens pessoais, onde se incluía um conjunto de ações representativas de 5% do capital social do Banco Português do Atlântico, perspetivando a criação de uma Instituição de fomento cultural e de apoio a situações de carência económica.
Foi inaugurada a 8 de dezembro de 1972. O programa festivo reuniu um número significativo de entidades oficiais e convidados, entre os quais o então Presidente da República, Almirante Américo Thomaz; iniciou-se no Louro, inaugurando a Igreja, o Centro Pastoral, a residência paroquial, o edifício da Junta de Freguesia, a Casa do Povo e o Mercado. Seguiu-se um cortejo automóvel até à Fundação. No Museu inaugurou-se a I Bienal de Artistas Novos e estavam expostos alguns dos quadros da coleção de Arthur Cupertino de Miranda. Na Biblioteca, inaugurou-se igualmente uma exposição. Realizou-se, em seguida, a sessão solene no Auditório. Aquando da Revolução de 25 de Abril de 1974, a Fundação Cupertino de Miranda foi afetada pelas nacionalizações atingindo o seu património financeiro. 
A atividade da fundação, na sua vertente cultural, tem-se evidenciado, no plano educativo e cultural, através do apoio que a sua valiosa Biblioteca presta à comunidade bem como numa programação sistemática no setor das Artes Plásticas. Neste âmbito podem ser apreciadas no seu museu, obras do acervo da fundação e ainda outras exposições temporárias. No campo assistencial, dá apoio a diversos organismos e instituições como ao Projeto Homem, em Braga, programa terapêutico de reabilitação e reinserção social de toxicodependentes. Também presta apoio à família e a cidadãos carenciados. 
A sua gestão financeira e patrimonial, bem como o planeamento das suas atividades, é assegurada por um Conselho de Administração, um Conselho Executivo e um Conselho Fiscal. 
A 30 de junho de 1997, a Câmara Municipal de Vila Nova de Famalicão atribuiu a Medalha de Honra do Município à Fundação Cupertino de Miranda.

## Missão
A missão da fundação encontra-se consubstanciada nas palavras de um autógrafo do Fundador: 
- “Templo de Arte, de Cultura e de Bondade, seja, na minha terra Natal: Louvor ao Trabalho, Honra ao Saber, Hino ao Amor, Testemunho do meu devotamento a este Povo". Arthur Cupertino de Miranda, 1970.